# Non sequitur
Non sequitur (лат. не следва) в логиката е аргумент, чието заключение не произлиза от съжденията му. В този случай заключението може да бъде вярно или невярно, но самият аргумент да е грешен, защото налице е разминаване между съждението и заключението. Всички невалидни аргументи са специални случаи на non sequitur. Терминът има специална приложимост в правото и официално правно определение.

## Примери
- В ежедневната реч non sequitur е отговор, който не е свързан със зададения въпрос или изявление, чийто край няма връзка с началото, например:

„Животът е живот и забавата е забава, но всичко е толкова тихо, когато рибките умрат“ („На запад с нощта“)
- Всеки аргумент, приемащ следната форма е non sequitur:

1. Ако А е вярно, то Б е вярно
2. Б е вярно
3. Следователно А е вярно
- Друг често срещан случай на non sequitur е:

1. Ако А е вярно, то Б е вярно
2. А е грешно
3. Следователно Б е грешно